# Логинов, Сергей Дмитриевич
Серге́й Дми́триевич Ло́гинов (1908—1992) — капитан Советской Армии, участник Великой Отечественной войны, Герой Советского Союза (1944).

## Биография
Сергей Логинов родился 28 сентября 1908 года в селе Станишино (ныне — Старицкий район Тверской области). После окончания начальной школы работал пастухом, бурильщиком. В 1930—1935 годах проходил службу в Рабоче-крестьянской Красной Армии. Демобилизовавшись, работал в машинно-тракторной станции. В 1938 году Логинов окончил курсы пропагандистов при Калининском обкоме ВКП(б), в 1940 году — курсы переподготовки политсостава. В июле 1941 года он повторно был призван в армию и направлен на фронт Великой Отечественной войны. В 1943 году Логинов окончил ускоренные командные курсы.
К июню 1944 года капитан Сергей Логинов командовал стрелковой ротой 4-го отдельного стрелкового батальона 3-й бригады морской пехоты Балтийского флота Карельского фронта. Отличился во время освобождения Карелии. 28 июня 1944 года рота Логинова прорвала вражескую оборону и, с ходу переправившись через Видлицу, разгромила мощный опорный пункт противника в районе села Усть-Видлица Олонецкого района. В критический момент боя Логинов поднял роту в атаку, отбросив противника, в результате чего было захвачено 7 артиллерийских орудий, 14 пулемётов, большое количество стрелкового оружия.
Указом Президиума Верховного Совета СССР от 21 июля 1944 года за «образцовое выполнение боевых заданий командования на фронте борьбы с немецкими захватчиками и проявленные при этом мужество и героизм» капитан Сергей Логинов был удостоен высокого звания Героя Советского Союза с вручением ордена Ленина и медали «Золотая Звезда» за номером 3785.
В феврале 1947 года Логинов был уволен в запас. Проживал и работал в посёлке Суховерково Калининской области, позднее переехал в деревню Большие Борки Калининского района. Умер 3 июня 1992 года, похоронен в Больших Борках.
Был также награждён четырьмя орденами Отечественной войны 1-й степени и рядом медалей.